# Aeropuerto Internacional General Rafael Buelna

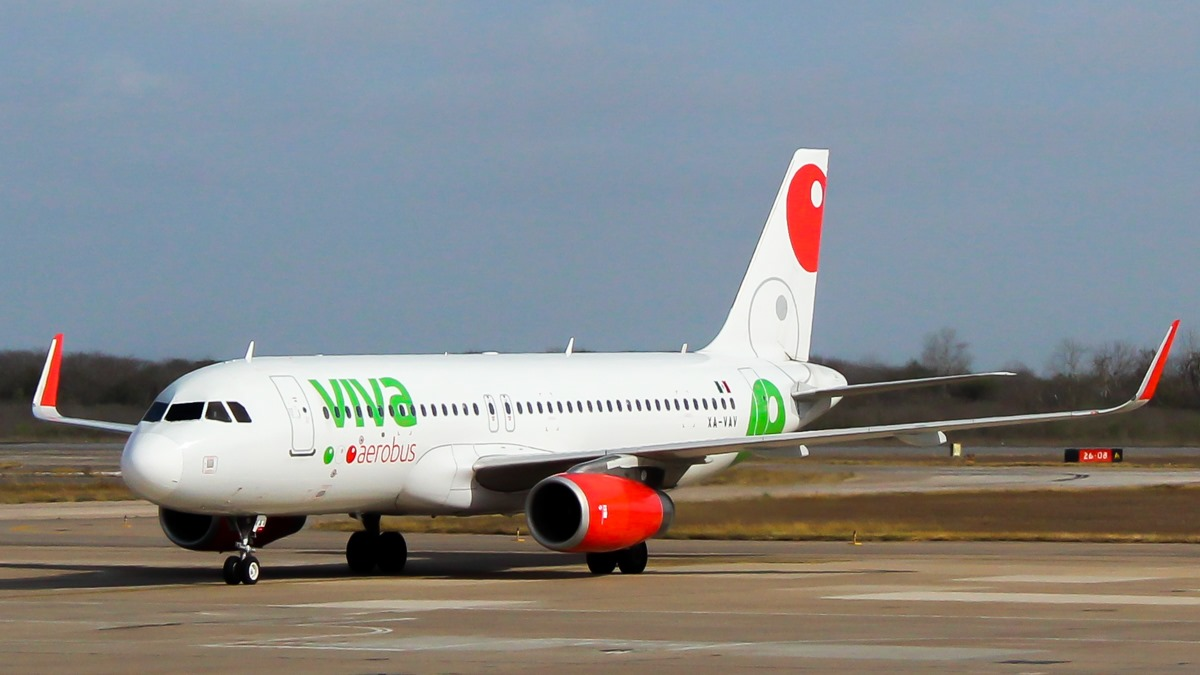
Airbus A320-232 de Viva (XA-VAV) en MZT.

El Aeropuerto Internacional General Rafael Buelna o Aeropuerto Internacional de Mazatlán (Código IATA: MZT - Código OACI: MMMZ - Código DGAC: MZT) se localiza en Mazatlán, Sinaloa, México. Este aeropuerto es el segundo más importante de Sinaloa, después del Aeropuerto Internacional Federal de Culiacán y tiene una terminal con dos salas. Se encuentra en la zona sureste de la ciudad y es uno de cuatro aeropuertos en México que tiene un Centro de Control de Área (Centro Mazatlán), los otros estando en el Aeropuerto Internacional de la Ciudad de México, Aeropuerto Internacional de Monterrey y Aeropuerto Internacional de Mérida. Centro Mazatlán controla el tráfico aéreo sobre la parte noroeste del país.

## Información
Además de ser una zona turística, Mazatlán se destaca por su producción pesquera de camarón, sardina y atún para el mercado doméstico e internacional.
Para 2021, Mazatlán recibió a 1,106,071 pasajeros, mientras que para 2022 recibió a 1,450,944 pasajeros, según datos publicados por el Grupo Aeroportuario Centro Norte.
De los pasajeros que lo visitan el 79% son de origen nacional y el 21% restante internacional.
Las obras de ampliación y modernización del edificio terminal permitieron desarrollar confortables espacios para ofrecer un mayor número de productos y servicios, se incluyeron Salones VIP y se desarrolló una nueva área de servicios turísticos (tiempos compartidos) para atender a los visitantes así como una área de mostradores para atención a los pasajeros de vuelos chárter.
El aeropuerto fue nombrado por Rafael Buelna, un militar mexicano que participó en la Revolución Mexicana originario de este Estado.

## Instalaciones
- Posiciones de Contacto: 4
- Posiciones de falso Contacto: 4
- Posiciones Remotas: 7
- Número de pasarelas de acceso: 4
- Número de bandas de reclamo de equipaje: 4
- Área de comida rápida (Planta baja y planta alta)
- Aduana (Área de llegadas)
- Renta de Autos (Dolar, Hertz, Mex, Veico Car Rental]) y Taxi (Área de llegadas)
- Tienda libre de impuestos (Pasillo principal)
- Estacionamiento
- OMA Premium Lounge (Zona pública)

## Aerolíneas y destinos

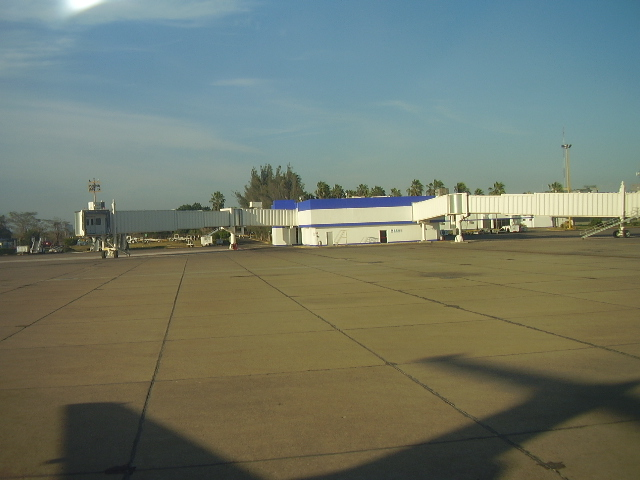
Vista de la Sala B.

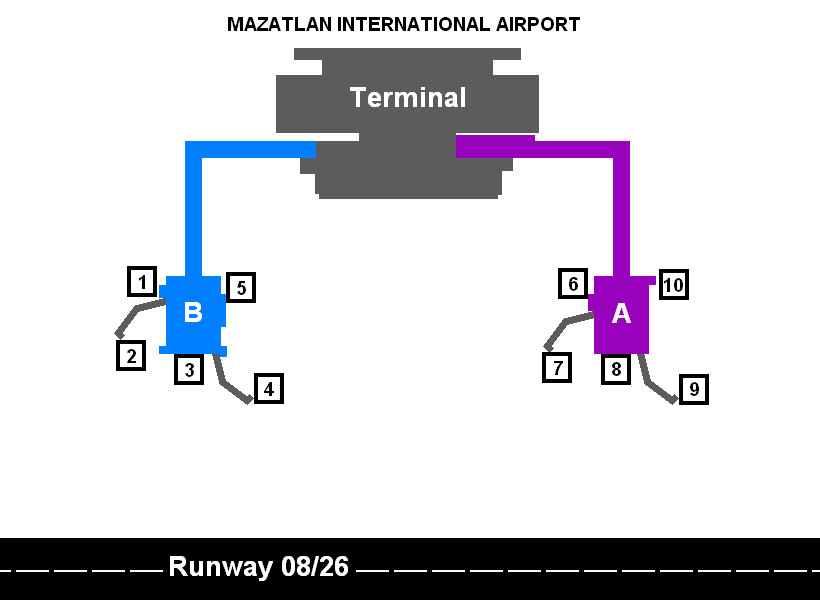
Mapa de la terminal.

### Pasajeros
| Destinos por aerolínea                                                                              | Destinos por aerolínea                                                                | Destinos por aerolínea | Destinos por aerolínea | Destinos por aerolínea |
| Aerolínea                                                                                           | Destinos                                                                              | Sala                   |                        |                        |
| --------------------------------------------------------------------------------------------------- | ------------------------------------------------------------------------------------- | ---------------------- | ---------------------- | ---------------------- |
| Aeroméxico                                                                                          | Ciudad de México                                                                      | A                      |                        |                        |
| Aeroméxico Connect                                                                                  | Ciudad de México                                                                      | A                      |                        |                        |
| Alaska Airlines                                                                                     | Los Ángeles Estacional: San Francisco                                                 | B                      |                        |                        |
| American Airlines                                                                                   | Dallas/Fort Worth, Phoenix–Sky Harbor                                                 | B                      |                        |                        |
| Delta Air Lines                                                                                     | Los Ángeles, Mineápolis/St. Paul                                                      | B                      |                        |                        |
| Magnicharters                                                                                       | Monterrey, San José del Cabo Estacional: Chihuahua                                    | A                      |                        |                        |
| Mexicana de Aviación                                                                                | Ciudad de México–AIFA                                                                 | A                      |                        |                        |
| Señor Air                                                                                           | Cabo San Lucas                                                                        | A                      |                        |                        |
| Sun Country Airlines                                                                                | Estacional: Mineápolis/St. Paul                                                       | B                      |                        |                        |
| TAR                                                                                                 | La Paz, Querétaro                                                                     | A                      |                        |                        |
| United Express                                                                                      | Estacional: Houston–Intercontinental                                                  | B                      |                        |                        |
| Viva                                                                                                | Chihuahua, Ciudad de México, Ciudad de México–AIFA, Ciudad Juárez, Monterrey, Tijuana | A                      |                        |                        |
| Volaris                                                                                             | Ciudad de México, Tijuana                                                             | A                      |                        |                        |
| WestJet                                                                                             | Estacional: Calgary, Edmonton, Kelowna, Vancouver                                     | B                      |                        |                        |
| Total: 20 destinos (10 nacionales, 10 internacionales), 14 aerolíneas (8 nacionales, 6 extranjeras) |                                                                                       |                        |                        |                        |

### Destinos nacionales
Se brinda servicio a 10 ciudades dentro del país a cargo de 8 aerolíneas. El destino de Aeroméxico también es operado por Aeroméxico Connect.
| Destinos nacionales del Aeropuerto de Mazatlán MZT CSL CUU MEX NLU CJS LAP MTY QRO SJD TIJ | Destinos nacionales del Aeropuerto de Mazatlán MZT CSL CUU MEX NLU CJS LAP MTY QRO SJD TIJ | Destinos nacionales del Aeropuerto de Mazatlán MZT CSL CUU MEX NLU CJS LAP MTY QRO SJD TIJ | Destinos nacionales del Aeropuerto de Mazatlán MZT CSL CUU MEX NLU CJS LAP MTY QRO SJD TIJ | Destinos nacionales del Aeropuerto de Mazatlán MZT CSL CUU MEX NLU CJS LAP MTY QRO SJD TIJ | Destinos nacionales del Aeropuerto de Mazatlán MZT CSL CUU MEX NLU CJS LAP MTY QRO SJD TIJ | Destinos nacionales del Aeropuerto de Mazatlán MZT CSL CUU MEX NLU CJS LAP MTY QRO SJD TIJ | Destinos nacionales del Aeropuerto de Mazatlán MZT CSL CUU MEX NLU CJS LAP MTY QRO SJD TIJ | Destinos nacionales del Aeropuerto de Mazatlán MZT CSL CUU MEX NLU CJS LAP MTY QRO SJD TIJ | Destinos nacionales del Aeropuerto de Mazatlán MZT CSL CUU MEX NLU CJS LAP MTY QRO SJD TIJ |
| Destinos                                                                                   | Viva                                                                                       | Magnicharters                                                                              | TAR                                                                                        | Volaris                                                                                    | Señor Air                                                                                  | Aeroméxico                                                                                 | Otra                                                                                       | #                                                                                          |                                                                                            |
| ------------------------------------------------------------------------------------------ | ------------------------------------------------------------------------------------------ | ------------------------------------------------------------------------------------------ | ------------------------------------------------------------------------------------------ | ------------------------------------------------------------------------------------------ | ------------------------------------------------------------------------------------------ | ------------------------------------------------------------------------------------------ | ------------------------------------------------------------------------------------------ | ------------------------------------------------------------------------------------------ | ------------------------------------------------------------------------------------------ |
| Cabo San Lucas (CSL)                                                                       |                                                                                            |                                                                                            |                                                                                            |                                                                                            | •                                                                                          |                                                                                            |                                                                                            | 1                                                                                          |                                                                                            |
| Chihuahua (CUU)                                                                            | •                                                                                          | •                                                                                          |                                                                                            |                                                                                            |                                                                                            |                                                                                            |                                                                                            | 2                                                                                          |                                                                                            |
| Ciudad de México (MEX)                                                                     | •                                                                                          |                                                                                            |                                                                                            | •                                                                                          |                                                                                            | •                                                                                          |                                                                                            | 3                                                                                          |                                                                                            |
| Ciudad de México (NLU)                                                                     | •                                                                                          |                                                                                            |                                                                                            |                                                                                            |                                                                                            |                                                                                            | Mexicana                                                                                   | 2                                                                                          |                                                                                            |
| Ciudad Juárez (CJS)                                                                        | •                                                                                          |                                                                                            |                                                                                            |                                                                                            |                                                                                            |                                                                                            |                                                                                            | 1                                                                                          |                                                                                            |
| La Paz (LAP)                                                                               |                                                                                            |                                                                                            | •                                                                                          |                                                                                            |                                                                                            |                                                                                            |                                                                                            | 1                                                                                          |                                                                                            |
| Monterrey (MTY)                                                                            | •                                                                                          | •                                                                                          |                                                                                            |                                                                                            |                                                                                            |                                                                                            |                                                                                            | 2                                                                                          |                                                                                            |
| Querétaro (QRO)                                                                            |                                                                                            |                                                                                            | •                                                                                          |                                                                                            |                                                                                            |                                                                                            |                                                                                            | 1                                                                                          |                                                                                            |
| San José del Cabo (SJD)                                                                    |                                                                                            | •                                                                                          |                                                                                            |                                                                                            |                                                                                            |                                                                                            |                                                                                            | 1                                                                                          |                                                                                            |
| Tijuana (TIJ)                                                                              | •                                                                                          |                                                                                            |                                                                                            | •                                                                                          |                                                                                            |                                                                                            |                                                                                            | 2                                                                                          |                                                                                            |
| Total                                                                                      | 7                                                                                          | 3                                                                                          | 2                                                                                          | 2                                                                                          | 1                                                                                          | 1                                                                                          | 1                                                                                          | 10                                                                                         |                                                                                            |

### Destinos internacionales

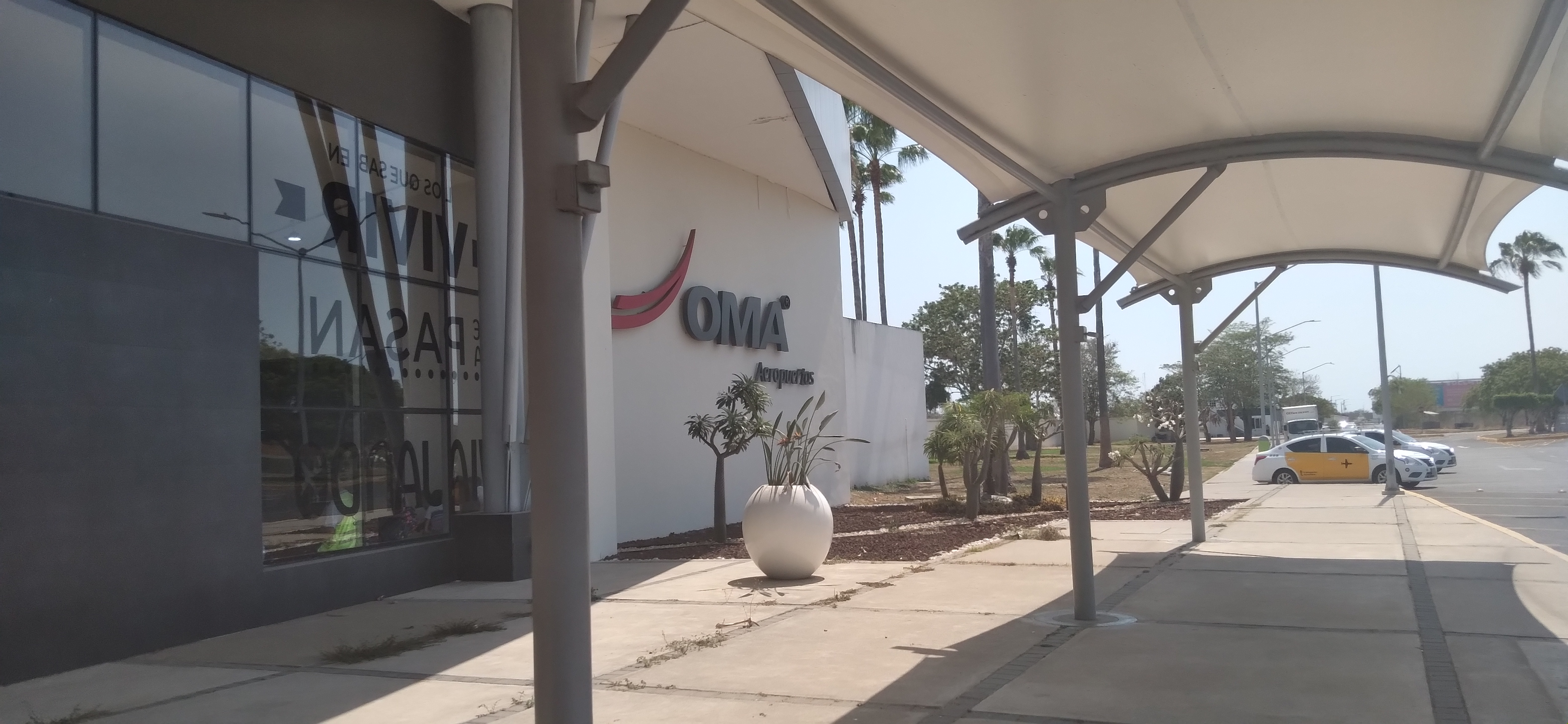
Entrada principal del aeropuerto.

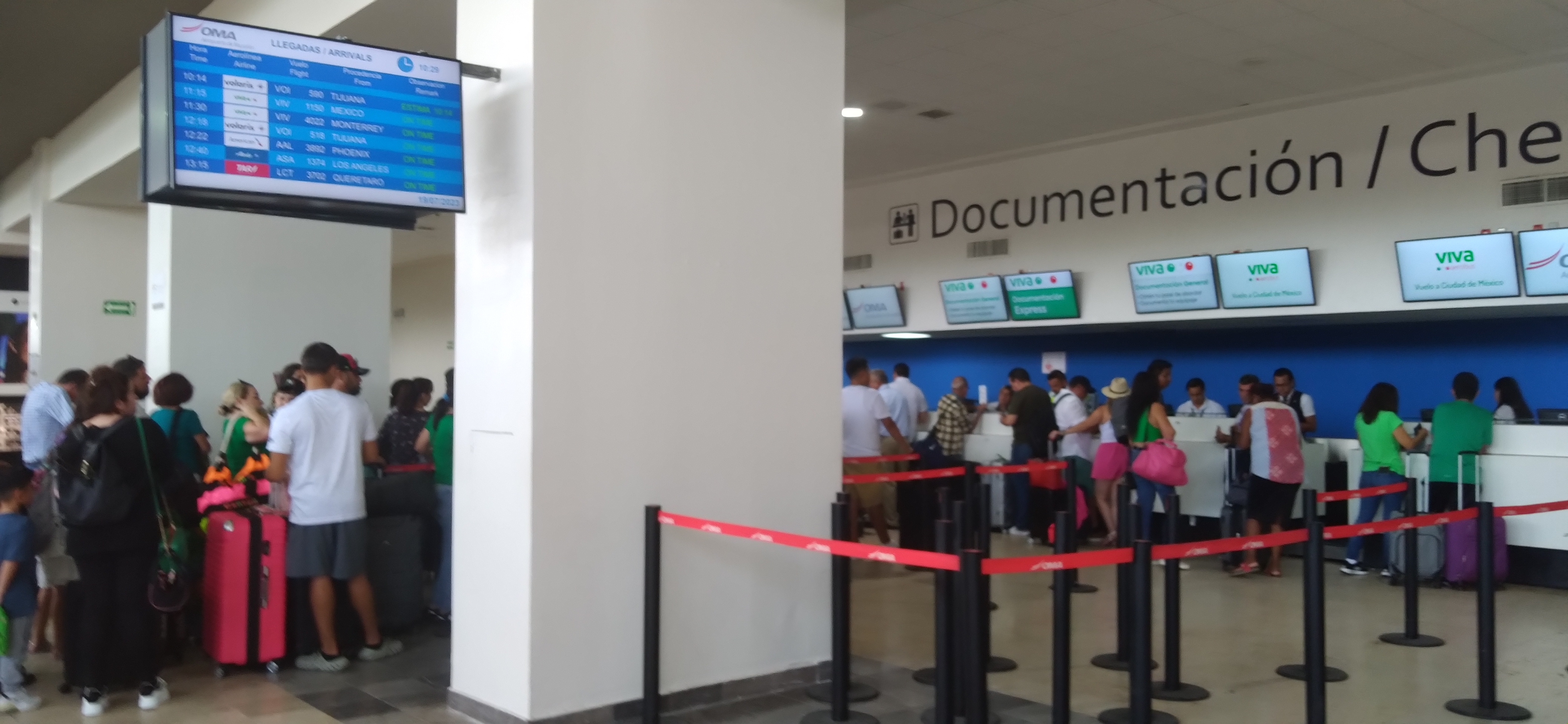
Zona de documentación del aeropuerto.

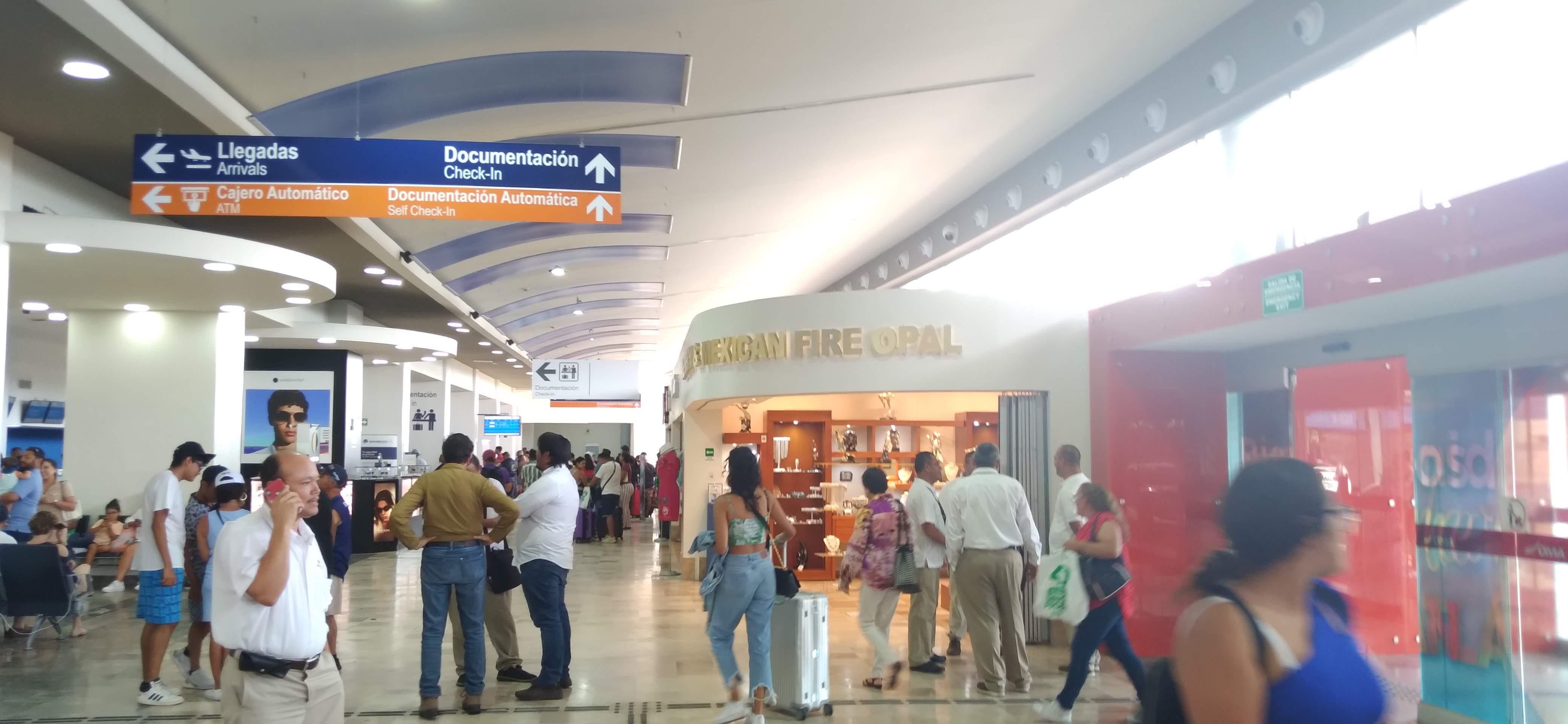
Pasillo principal del aeropuerto.

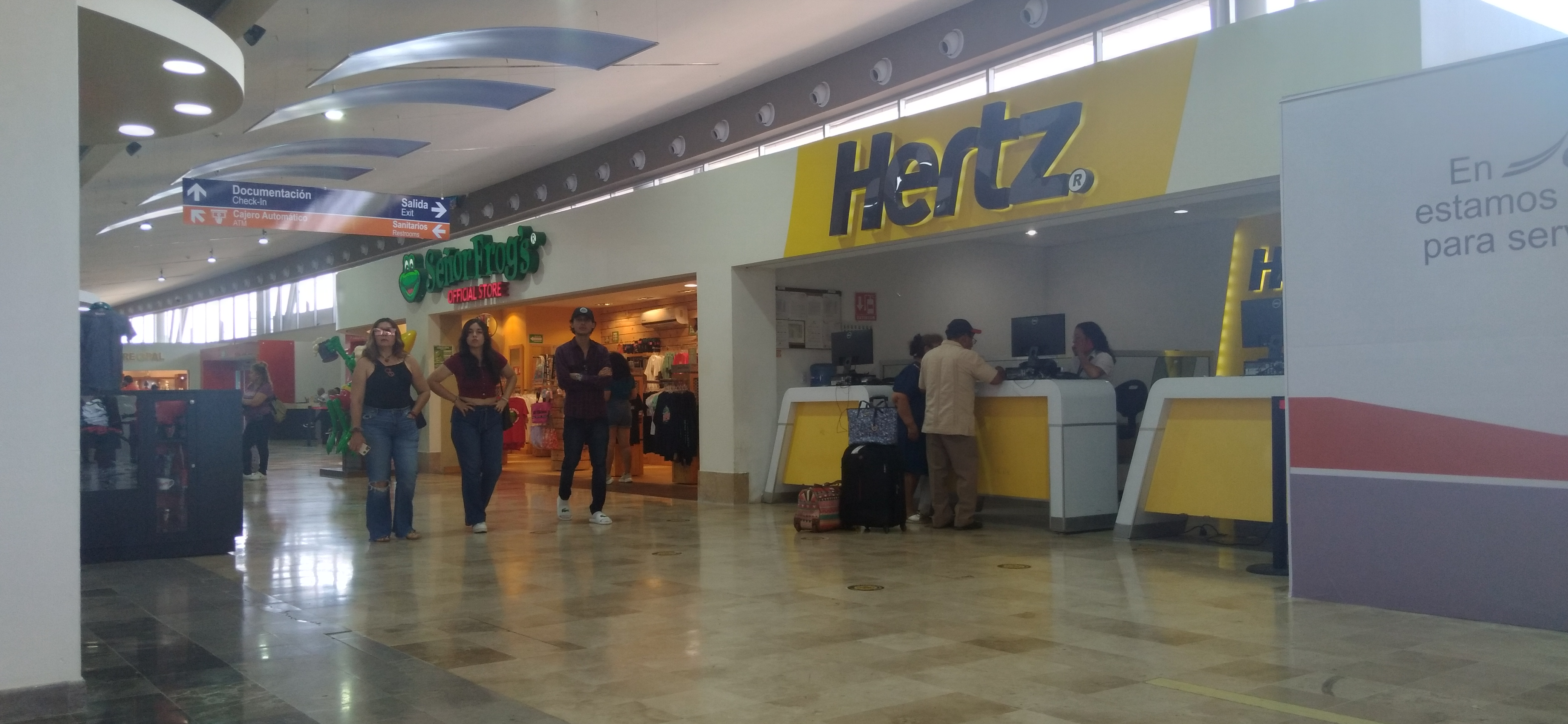
Sala de llegadas del aeropuerto.

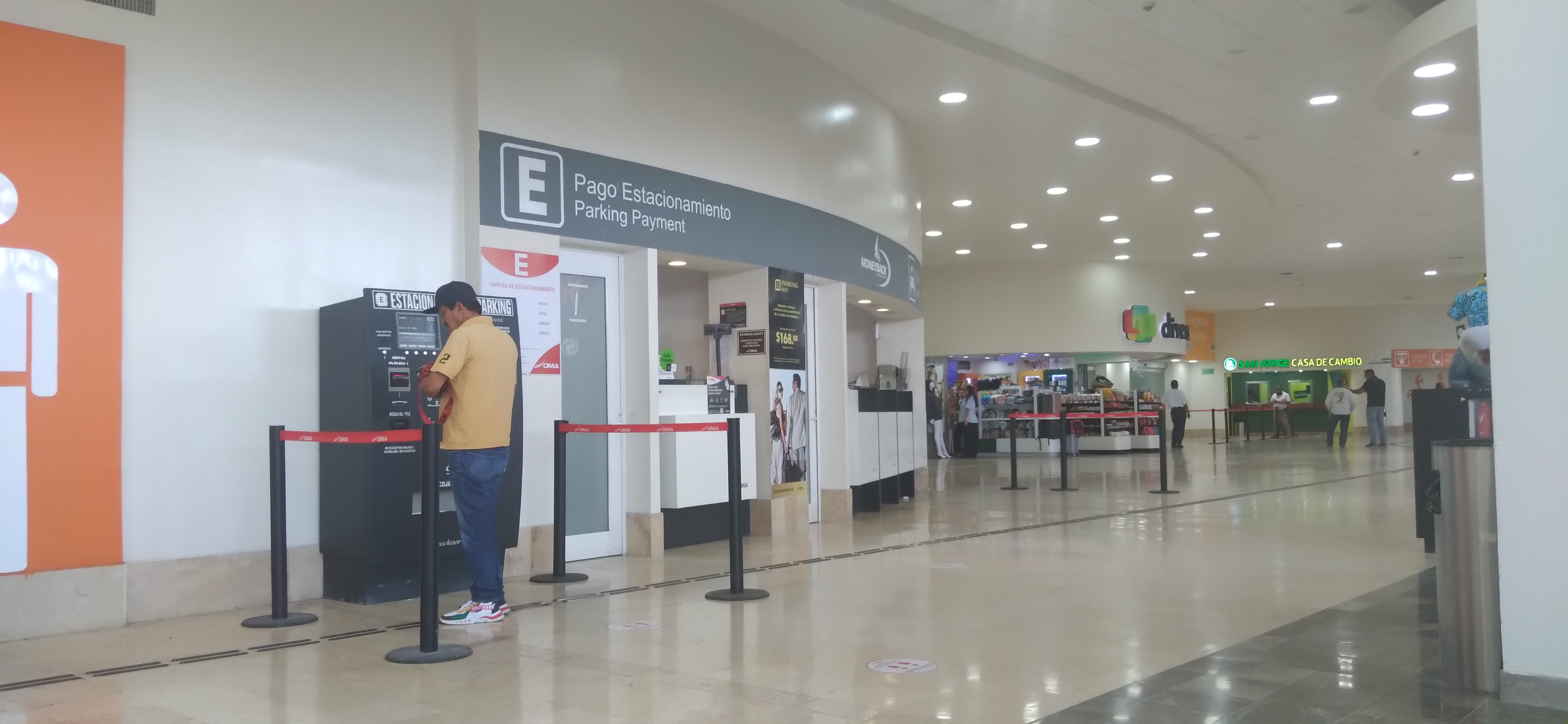
Sala de llegadas del aeropuerto.

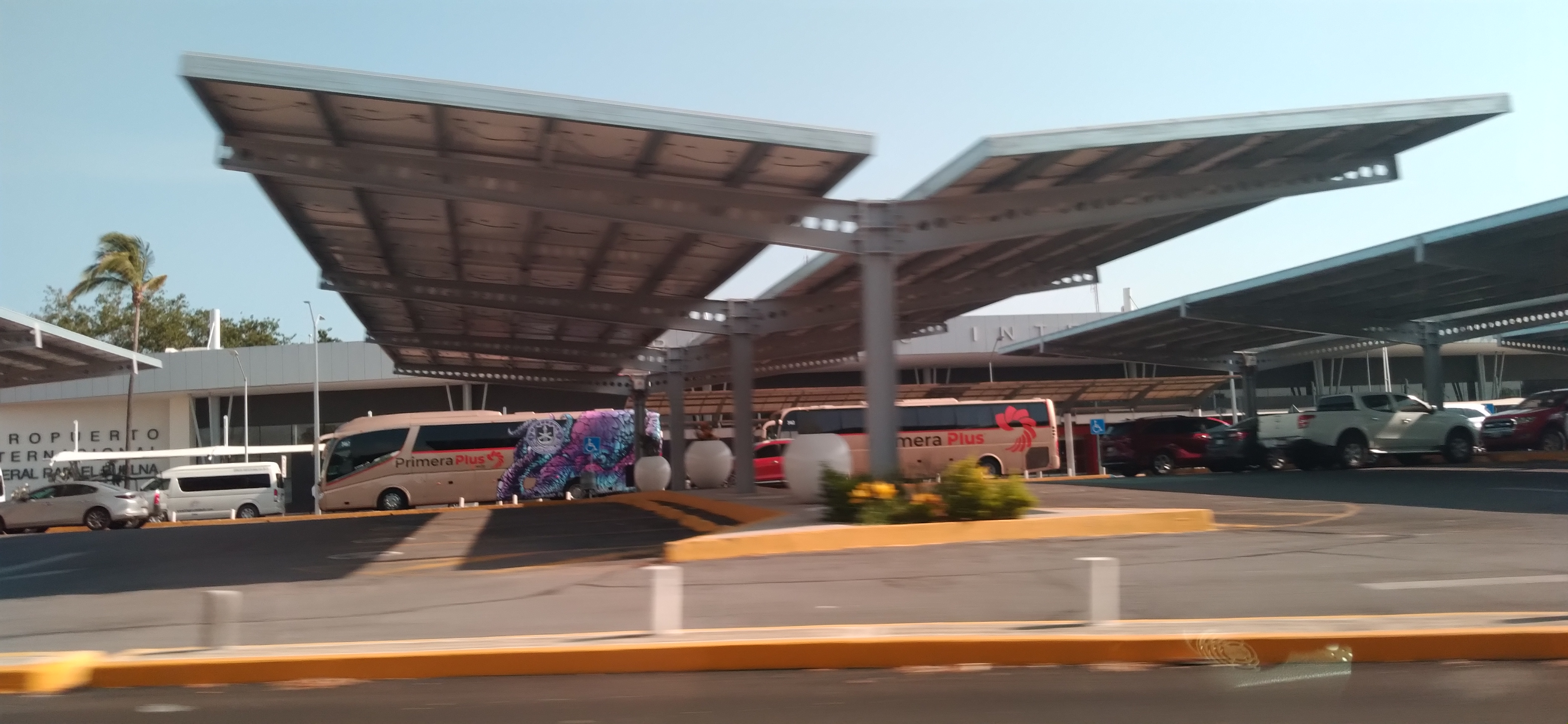
Estacionamiento del aeropuerto.

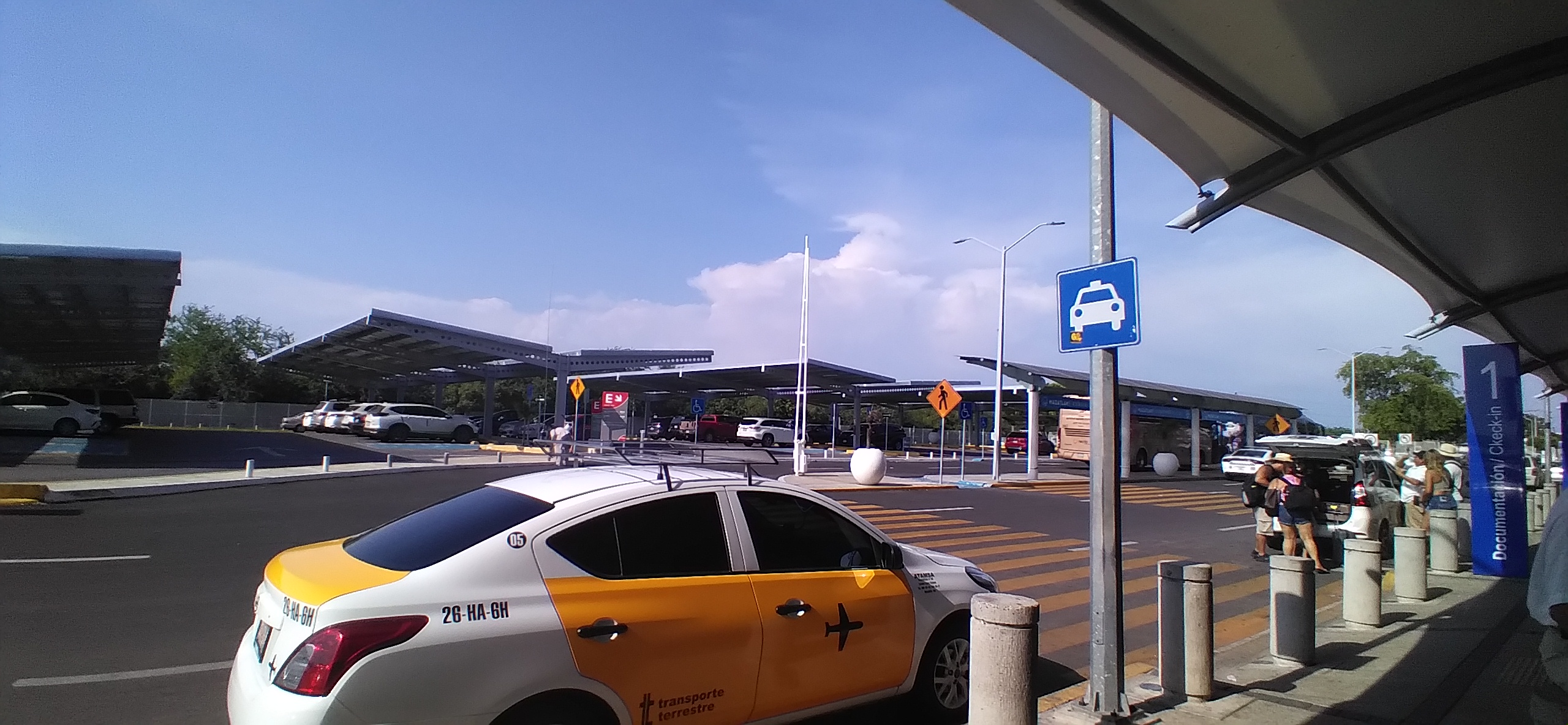
Entrada principal del aeropuerto.

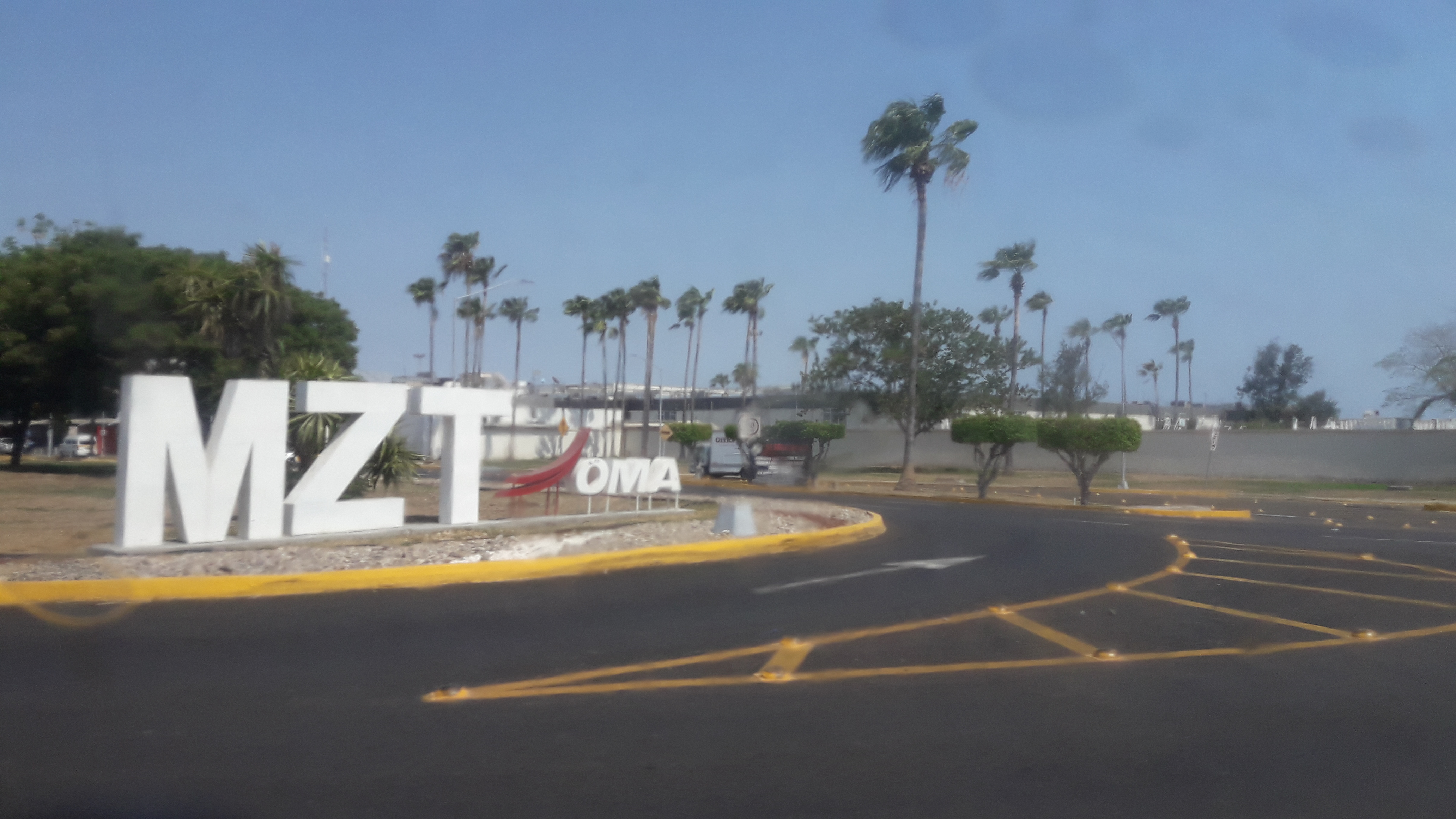
Entrada principal del aeropuerto

Se brinda servicio a 10 ciudades extranjeras, 6 en Estados Unidos (2 estacionales) y 4 a Canadá (estacionales), a cargo de 6 aerolíneas.
| Ciudades                                                    | Nombre del aeropuerto                             | Aerolíneas                                          |              |
| Norteamérica                                                | Norteamérica                                      | Norteamérica                                        | Norteamérica |
| ----------------------------------------------------------- | ------------------------------------------------- | --------------------------------------------------- | ------------ |
| Canadá (4 destinos [estacionales], 1 aerolínea)             |                                                   |                                                     |              |
| Calgary                                                     | Aeropuerto Internacional de Calgary               | WestJet (Estacional)                                |              |
| Edmonton                                                    | Aeropuerto Internacional de Edmonton              | WestJet (Estacional)                                |              |
| Kelowna                                                     | Aeropuerto Internacional de Kelowna               | WestJet (Estacional)                                |              |
| Vancouver                                                   | Aeropuerto Internacional de Vancouver             | WestJet (Estacional)                                |              |
| Estados Unidos (6 destinos [2 estacionales], 5 aerolíneas)  |                                                   |                                                     |              |
| Dallas                                                      | Aeropuerto Internacional de Dallas-Fort Worth     | American Airlines                                   |              |
| Houston                                                     | Aeropuerto Intercontinental George Bush           | United Express (Estacional)                         |              |
| Los Ángeles                                                 | Aeropuerto Internacional de Los Ángeles           | Alaska Airlines / Delta Air Lines                   |              |
| Mineápolis                                                  | Aeropuerto Internacional de Mineápolis-Saint Paul | Delta Air Lines / Sun Country Airlines (Estacional) |              |
| Phoenix                                                     | Aeropuerto Internacional de Phoenix-Sky Harbor    | American Airlines                                   |              |
| San Francisco                                               | Aeropuerto Internacional de San Francisco         | Alaska Airlines (Estacional)                        |              |
| Total: 10 destinos (6 estacionales), 2 países, 6 aerolíneas |                                                   |                                                     |              |

## Estadísticas

### Rutas más transitadas
| Número | Ciudad                              | Pasajeros | Ranking     | Aerolínea                                     |
| ------ | ----------------------------------- | --------- | ----------- | --------------------------------------------- |
| 1      | Ciudad de México                    | 298,523   | Sin cambios | Aeroméxico, Aeroméxico Connect, Viva, Volaris |
| 2      | Tijuana, Baja California            | 223,949   | Sin cambios | Viva, Volaris                                 |
| 3      | Monterrey, Nuevo León               | 88,285    | Sin cambios | Magnicharters, Viva                           |
| 4      | Valle de México                     | 57,169    |             | Mexicana, Viva                                |
| 5      | Ciudad Juárez, Chihuahua            | 37,240    | 3           | Viva                                          |
| 6      | Chihuahua, Chihuahua                | 16,111    | 1           | Viva                                          |
| 7      | León, Guanajuato                    | 8,905     |             | Volaris                                       |
| 8      | La Paz, Baja California Sur         | 6,492     | 4           | TAR                                           |
| 9      | Querétaro, Querétaro                | 3,902     | 2           | TAR                                           |
| 10     | Cabo San Lucas, Baja California Sur | 2,761     | 4           | Señor Air                                     |

| Número | Ciudad                        | Pasajeros | Ranking     | Aerolínea                             |
| ------ | ----------------------------- | --------- | ----------- | ------------------------------------- |
| 1      | Phoenix, Arizona              | 40,130    | Sin cambios | American Airlines                     |
| 2      | Los Ángeles, California       | 34,372    | Sin cambios | Alaska Airlines, American Eagle       |
| 3      | Dallas, Texas                 | 24,885    | Sin cambios | American Airlines                     |
| 4      | Calgary, Alberta              | 18,343    | Sin cambios | Sunwing Airlines, WestJet             |
| 5      | Vancouver, Columbia Británica | 11,326    | Sin cambios | Sunwing Airlines, WestJet             |
| 6      | Edmonton, Alberta             | 10,373    | 1           | Sunwing Airlines, WestJet             |
| 7      | Mineápolis, Minnesota         | 8,073     | 1           | Delta Air Lines, Sun Country Airlines |
| 8      | Toronto, Ontario              | 3,704     | Sin cambios | Sunwing Airlines                      |
| 9      | Saskatoon, Saskatchewan       | 3,126     |             | Sunwing Airlines                      |
| 10     | Montreal, Quebec              | 3,057     |             | Sunwing Airlines                      |

## Accidentes e incidentes
- El 25 de marzo de 1954 una aeronave Douglas C-53-DO (DC-3) con matrícula XA-GUN operada por Aeronaves de México que realizaba un vuelo entre el Aeropuerto de Mazatlán y el Aeropuerto Internacional del Norte se estrelló en el Pico del Fraile durante su aproximación mientras esperaba autorización para aterrizar, muriendo los 3 miembros de la tripulación y los 15 pasajeros.[5]

- El 12 de junio de 1967 una aeronave Douglas DC-3A-197D con matrícula XA-FUW operada por Aeronaves de México que cubría un vuelo entre el Aeropuerto de La Paz y el Aeropuerto de Mazatlán se estrelló en una zona poblada mientras trataba de retornar al Aeropuerto de La Paz al sufrir un fallo de motor durante su ascenso inicial, matando a 3 miembros de la tripulación y a 2 personas en tierra y sobreviviendo un miembro de la tripulación y los 24 pasajeros.[6]

- El 20 de octubre de 1973 una aeronave Boeing 727-14 con matrícula XA-SEN operada por Mexicana de Aviación que cubría un vuelo entre el Aeropuerto de Denver y el Aeropuerto de Mazatlán realizó un aterrizaje en un campo cercano a la pista, dejando daños irreparables en la aeronave. los 123 ocupantes resultaron ilesos.[7]

- El 26 de octubre de 1975 una aeronave GAF N.22 Nomad con matrícula VH-AUI propiedad de Government Aircraft Factories que se encontraba estacionada en el aeropuerto de Mazatlán fue destruida por ráfagas de viento, causando solo daños materiales.[8]

- El 1 de abril de 1994 una aeronave Learjet 35A con matrícula XC-PGR propiedad de la Procuraduría General de la República que cubría un vuelo entre el Aeropuerto de Mazatlán y el Aeropuerto de la Ciudad de México realizó un aterrizaje "de panza" al llegar a su aeropuerto de destino, causando daños menores en la aeronave, la cual fue reparada después del incidente. Los dos pilotos sobrevivieron.[9]

- El 26 de abril de 2022 una aeronave Mil Mi-17-1V con matrícula ANX-2221 de la Armada de México que realizaba maniobras dentro del aeropuerto para dirigirse a la zona de repostaje se precipitó a tierra poco tiempo después de despegar, dejando daños irreparables en la aeronave. Los cuerpos de emergencia del aeropuerto auxiliaron a los 5 ocupantes, los cuales resultaron con heridas leves.[10][11]

- El 2 de mayo de 2022 una aeronave Zlín 242L con matrícula ANX-1419 de la Armada de México que realizaba un vuelo de instrucción entre el Aeropuerto de Los Mochis y el Aeropuerto de Mazatlán tuvo una pérdida de potencia poco tiempo después de despegar, obligando a la tripulación a realizar un aterrizaje de emergencia, impactando en un campo cerca de la pista, causando daños irreparables en la aeronave y dejando a los dos tripulantes heridos.[12][13]

## Aeropuertos cercanos
Los aeropuertos más cercanos son:
- Aeropuerto Internacional Federal de Culiacán (202km)
- Aeropuerto Internacional de Durango (216km)
- Aeropuerto Internacional Amado Nervo (257km)
- Aeropuerto Internacional de Puerto Vallarta (306km)
- Aeropuerto Internacional de Los Cabos (336km)